# Coregonus pravdinellus
Coregonus pravdinellus is een straalvinnige vissensoort uit de familie van zalmen en de onderfamilie van de houtingen. De wetenschappelijke naam van de soort is voor het eerst geldig gepubliceerd in 1949 door de Russische dierkundige G.D. Delkeit. De vis werd aangetroffen in de rivier de Bieja en het Teletskojemeer (Russisch: Теле́цкое о́зеро) dat ligt in het West-Siberische Altajgebergte in het noorden van de autonome deelrepubliek Altaj van Rusland. De vis heet er de Teletskojse houting.